# Viorel Talapan
Viorel Talapan (n. 25 februarie 1972, Mihai Viteazu, România) este un canotor român, laureat cu aur și argint la Barcelona 1992.

## Legături externe
Materiale media legate de Viorel Talapan la Wikimedia Commons
- Viorel Talapan la Comitetul Olimpic și Sportiv Român (arhivat)
- en Viorel Talapan la Olympedia.org